# レズニック (小惑星)
レズニック (3356 Resnik) は、小惑星帯にある小惑星。1984年にローウェル天文台のエドワード・ボーエルによって発見された。
1986年1月28日にチャレンジャー号爆発事故で死亡したSTS-51-Lのミッション・スペシャリスト、ジュディス・レズニックに因んで命名された。